# Narodnoye delo
Narodnoye delo (russe : Народное дело ; traduit par « La Cause du peuple ») est un journal de langue russe fondé à Genève, en Suisse, après le congrès de la Ligue de la paix et la liberté en 1867 par un groupe de révolutionnaires russes en exil.
Le cercle impliqué dans la rédaction du journal souhaite promouvoir la Première Internationale en Russie, ayant en commun avec l'internationale le soutien aux insurgés polonais contre la tyrannie de l'Empire russe. Nikolaï Joukovski approche Mikhaïl Bakounine pour collaborer au journal. D'autres Russes vivant sur les rives du lac Léman acceptent de se joindre à l'initiative : Zoya Obolenskaya, le soldat et journaliste polonais Walery Mroczkowski, Victor et Ekaterina Barteneva, Nicolas et Natalia Ieronimov Outine, l'éditeur Mikhail Elpidin, et Olga Levacheva (belle-sœur de Joukovski). Bakounine empêche Nicolas Outine de participer à la première édition du journal, qui est publié le 1er septembre 1868 par la maison d'édition Elpidin à Genève. Bakounine et Nikolaï Joukovski écrivent deux des quatre articles publiés dans le premier numéro, avant que Nikolas Outine ne prenne le contrôle de l'éditorial
Dans le premier numéro, Joukovski décrit le journal comme matérialiste, athée et en faveur de la libération socio-économique du peuple. Bakounine déclare que le but du peuple russe est la terre et la liberté», une référence aux idées de Nikolaï Tchernychevski et de Terre et Liberté.
Le but de Narodnoye delo est de démontrer que si la lutte paysanne en Russie a pris des formes différentes de celles décrites par Marx, elle a néanmoins favorisé la même collectivisation des moyens de production. Ainsi, la déclaration d'intention de la première édition affirme :
Nous proposons deux caractéristiques comme bases fondamentales de la justice économique. Premièrement, la terre appartient à ceux qui la travaillent de leurs propres mains, c'est-à-dire aux communes agricoles. Deuxièmement, le capital et tous les outils de travail appartiennent aux travailleurs, c'est-à-dire aux associations de travailleurs.